# Kai (prénom)
Pour les articles homonymes, voir Kai.
Kai ou Kaj (rarement Kay) est un prénom féminin et masculin porté le plus souvent par des personnes allemandes, danoises ou suédoises.

## Sens et origine du prénom
L'origine et la signification du nom masculin Kai sont controversées et peu claires. On pense qu'il a des origines frisonnes ou scandinaves.
En outre, il existe des noms à peu près identiques dans d'autres langues, comme en japonais, en hawaïen ou en Navajo.

## Prénom de personnes célèbres et fréquence

### Personnalités de différentes nationalités
- Kai Siltamaki, né en Finlande, producteur canadien et guitariste pour les groupes Broken Walls, Fuzzy Logic et The VU
- Kai Wong, acteur, producteur, chanteur américain
- Kai Krause, un pionnier en "computer applications"
- Kai Ryssdal, journaliste radio
- Kai Tracid, DJ allemand
- Kai Winding, (1922-1983), tromboniste de jazz
- Kai Hansen, (1963-), chanteur et guitariste de heavy metal pour les groupes Helloween, Iron Saviour, et Gamma Ray
- Kaj Munk, (1898-1944), abbé et résistant danois
- Kai - Cohen de Pharaoh Khufu en Égypte ancienne
- Kai, Batteur et leader du groupe the GazettE au Japon.
- Kai, membre des groupes de K-pop EXO et SuperM.
- Kai Lenny, waterman hawaien.
- Huening Kai , membre du groupe de K-pop TXT.

### Personnalités suédoises
- Kaj Kindwall, speaker radiodiffusion suédois
- Kay Pollak, auteur et régisseur suédois
- Kaj Fölster, auteur et sociologue suédois
- Kai Manne Siegbahn, physicien suédois

### Personnalités allemandes
- Kai Böcking, animateur de télévision allemand
- Kai Diekmann, journaliste allemand
- Kai Ebel, journaliste sportif allemand
- Kay Fischer pseudonyme, Kai Anne Inge Fischer, actrice et auteur allemand
- Kai Havertz, footballeur allemand
- Kai-Uwe von Hassel, homme politique allemand
- Kai Krause, musicien et développeur de logiciel allemand
- Kay Nehm, juriste allemand	bien connu
- Kai Pflaume, animateur de télévision allemand
- Kay-Sölve Richter, animatrice de télévision allemand
- Kai Havaii, chanteur du groupe Extrabreit
- Kay Stisi, footballeur et entraineur allemand
- Kai Wegner, bourgmestre-gouverneur de Berlin depuis 2023
- Kai Wiesinger, acteur allemand
- Kai Widmann, polyglotte

En Allemagne jusqu'en 2004, il était interdit de prendre ce prénom unique/seul. Il fallait ajouter un autre prénom pour préciser le sexe de l'enfant.